# آرونکور
آرونکور (به فرانسوی: Arrancourt) یک کمون در فرانسه است که در Seine-et-Oise واقع شده‌است. آرونکور ۷٫۴۰ کیلومتر مربع مساحت دارد.